# Acalypha oligantha
Acalypha oligantha är en törelväxtart som beskrevs av Johannes Müller Argoviensis. Acalypha oligantha ingår i släktet akalyfor, och familjen törelväxter. Inga underarter finns listade i Catalogue of Life.